# Hostel, chapitre III
Pour les articles homonymes, voir Hostel.
Série Hostel
Hostel, chapitre II
(2007)
Pour plus de détails, voir Fiche technique et Distribution.
Hostel, chapitre III (Hostel: Part III) ou L'Auberge 3 au Québec, est un film d'horreur américain réalisé par Scott Spiegel et produit par Eli Roth, sorti en direct-to-video en 2011. Il fait suite aux films Hostel et Hostel, chapitre II et est le dernier volet de la trilogie.

## Synopsis
Scott (Brian Hallisay) va bientôt se marier et fête son enterrement de vie de garçon avec ses trois amis : Carter, Justin et Mike. Ils se rendent à Las Vegas et rencontrent deux prostituées, Nikki et Kendra, qui leur proposent leurs services. Mike accepte ceux de Nikki et, après une soirée très arrosée, Scott et ses amis rentrent chez eux, mais Mike manque à l'appel.
Lui et Nikki ont en fait été séquestrés par des tortionnaires qui acceptent de torturer des gens en échange d'argent. Ses amis, inquiets, partent à sa recherche en compagnie de Kendra, mais se font eux aussi capturer par les tortionnaires. Carter est relâché, car il était en fait un complice. Les tortionnaires viennent les chercher un par un pour qu'ils soient exposés sur une scène, attachés à une chaise où un chirurgien les torture. Mike, Nikki et Justin sont torturés et tués les premiers. Mais lorsque c'est au tour de Scott, il est délivré de la chaise pour la scène de gladiateur, il se bat contre Carter et parvient à s'enfuir. Mais une bombe placée dans le bâtiment ne va pas tarder à exploser et Carter et Scott ont très peu de temps pour quitter les lieux.
Carter parvient à sortir du bâtiment et à passer le portail de la clôture qui l'entoure. Scott et Kendra s'enfuient, mais Travis, un des tortionnaires, tue Kendra. Scott et lui se battent et c'est finalement Scott qui tue Travis. Il parvient à sortir du bâtiment, mais Carter l'enferme en verrouillant le portail et le bâtiment explose. Quelques jours plus tard, Carter rend visite à Amy (la fiancée de Scott) et lui présente ses condoléances, mais tout d'un coup Amy lui transperce la main avec un tire-bouchon. Scott apparaît, le visage partiellement brûlé à gauche ; Amy et lui attachent Carter sur une chaise avant de lui déchiqueter le visage avec un motoculteur …

## Fiche technique
- Titre original : Hostel:  Part III
- Titre français : Hostel, chapitre 3
- Titre québécois : L'Auberge 3
- Réalisateur : Scott Spiegel
- Producteur : Eli Roth
- Scénariste : Michael D. Weiss
- Monteur : Brad E. Wilhite
- Directeur de la photographie : Andrew Strahorn
- Pays de production :  États-Unis
- Langue : anglais
- Durée : 88 minutes
- Format : couleur
- Dates de sortie en vidéo :
  - États-Unis : 27 décembre 2011[1]
  - France : 18 janvier 2012[2] (vidéo)
- Interdit aux moins de 16 ans en France lors de sa sortie en DVD.
- Québec : 16+

## Distribution
- Kip Pardue (VFB : Erwin Grunspan) : Carter McMullen
- Brian Hallisay (VFB : David Manet) : Scott
- John Hensley (VFB : Maxime Donnay) : Justin
- Kelly Thibaud (VFB : Audrey D'Hulstère) : Amy
- Sarah Habel (VFB : Marcha Van Boven) : Kendra
- Chris Coy (VFB : Philippe Allard) : Travis
- Skyler Stone (VFB : Sébastien Hébrant) : Mike
- Thomas Kretschmann (VFB : Franck Dacquin) : Flemming
- Zulay Henao : Nikki
- Nickola Shreli (VFB : Philippe Résimont) : Viktor
- Derrick Carr : Mossberg
- Frank Alvarez : Mesa
- Evelina Oboza (VFB : Dominique Wagner) : Anka
- Tim Holmes : Beardo
- Cassie Keller : serveuse aux seins nus
- Gordon Michaels : client hongrois

## Bande originale
- Village, interprété par Nathan Barr
- Don't let up, interprété par Louder
- Ready, interprété par Kova
- Turn it up, interprété par Qwote
- Hot trap, interprété par Product01
- Mysterious, interprété par Nexus Plate
- Devil is a lady, interprété par The Chain Gang of 1974
- Make My Body, interprété par The Chain Gang of 1974
- ALiens, interprété par Daniel Lenz

## Dates de sorties mondiales
- Canada : 26 décembre 2011
- États-Unis : 27 décembre 2011
- Danemark : 10 janvier 2012
- Suède : 11 janvier 2012
- Pays-Bas : 17 janvier 2012
- France : 18 janvier 2012
- Royaume-Uni : 23 janvier 2012
- Hongrie : 25 janvier 2012

## Titres étrangers
- Espagne : Hostel 3: De vuelta al horror
- Hongrie : Motel 3
- Lituanie : Nakvynes namai. Trecia dalis
- Brésil : O albergue 3

## Autour du film

### SagaHostel
- 2005 : Hostel d'Eli Roth
- 2007 : Hostel, chapitre II (Hostel: Part II) d'Eli Roth
- 2011 : Hostel, chapitre III (Hostel: Part III) de Scott Spiegel